# Strömsunds kommunvapen

Kommunvapnet 1974.

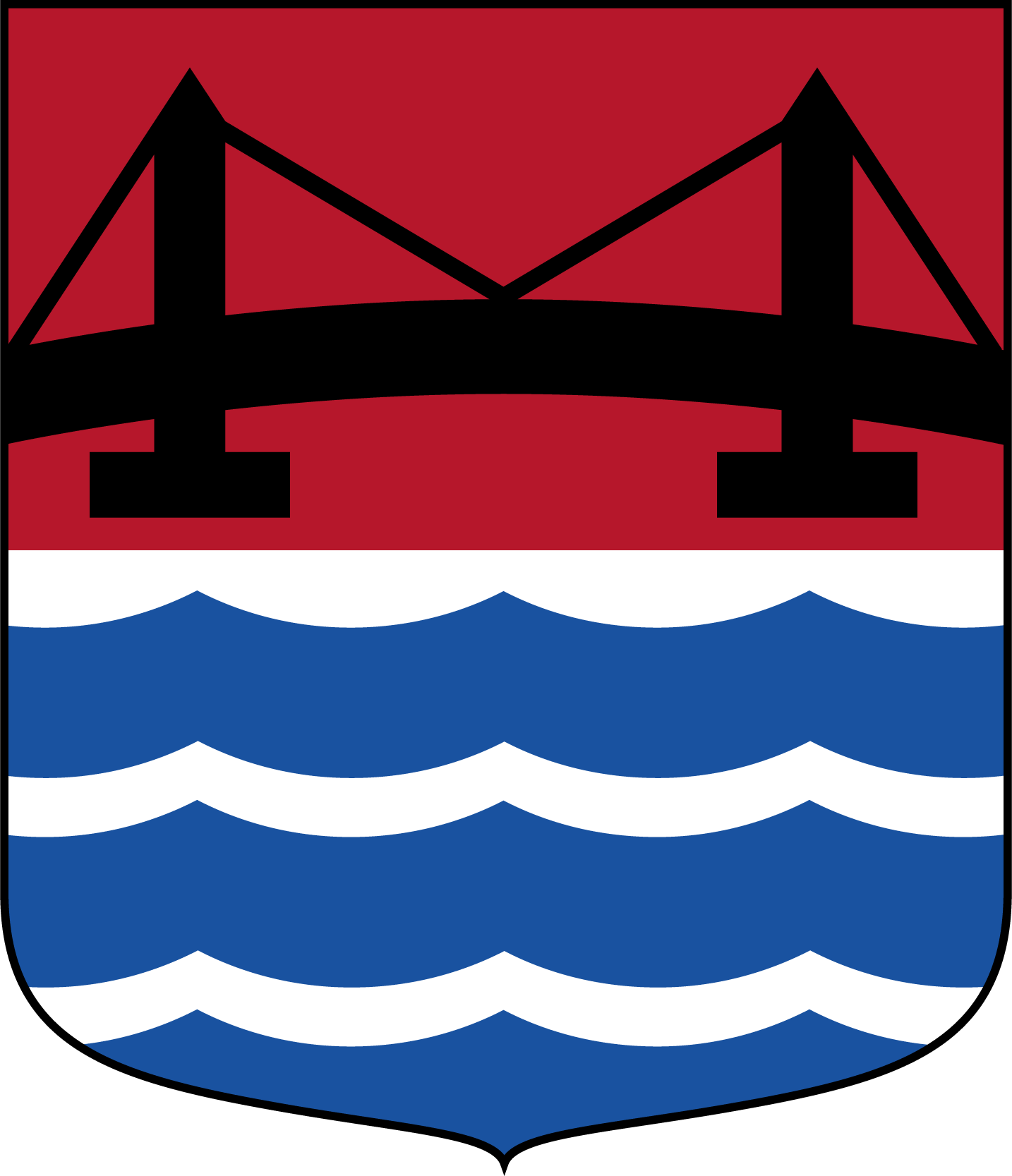
Kommunvapnet i Riksarkivet.

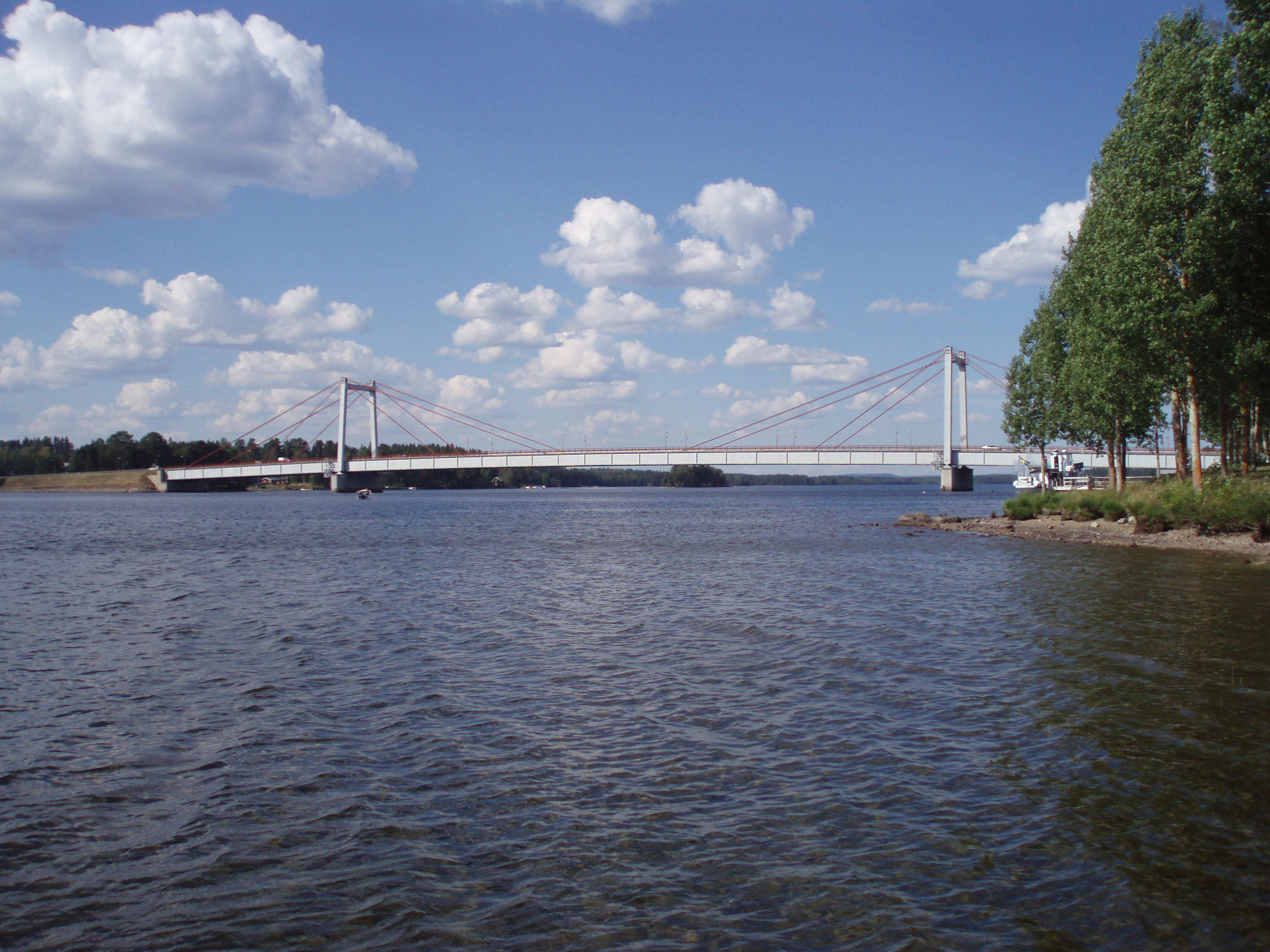
Strömsundsbron från öster.

Strömsunds kommunvapen registrerades år 1974. Det har kritiserats för att det bryter mot heraldikens regler.

## Blasonering
Blasonering: På en delad sköld med den övre delen i rött har placerats Strömsundsbron i svart siluett. På sköldens undre del mot silverbotten blå vågor föreställande vatten i Ströms vattudal.

## Bakgrund
Vapnet tillkom genom en utlyst tävling 1973. De inkomna bidragen visades för allmänheten på centralbiblioteket i Strömsund, och det vinnande bidraget skapades av yrkesläraren John Westerlund vid Hjalmar Strömerskolan. Vapnet godkändes inte av Statsheraldikern, men hans utslag är endast rådgivande och kommunen lät ändå registrera det hos Patent- och registreringsverket 1974. Alla de ingående tidigare kommunerna hade heraldiska vapen, men man beslutade att använda ett helt nytt, gemensamt, vapen.

### Brott mot heraldiken
Kommunvapnet bryter mot heraldikens regler i två avseenden.
Det avbildar uttryckligen Strömsundsbron och Ströms vattudal. Heraldiskt hade det i stället kunnat blasoneras genom att man skrivit snedkabelbro om föremålet i det övre fältet, och beskrivit det som finns i det nedre fältet som t.ex. av vågskuror bildade bjälkar. Symboliken hade varit lika tydlig ändå. För att undvika brott mot tinkturregeln (här är brottet svart färg mot rött fält), kunde bron framställts i silver (metall).

## Vapen för tidigare kommuner inom den nuvarande kommunen

### Frostviken
Frostvikens landskommuns vapen fastställdes av Kungl. Maj:t (regeringen) den 7 mars 1958, med följande blasonering: I fält av silver en av vågskuror bildad störtad blå spets, belagd med en frostblomma av silver. Vapnet är talande då frostblomman syftar på ortnamnets förled medan den vågskureavdelade spetsen, förutom att symbolisera de talrika vattendragen som finns i området, även syftar på ortnamnets efterled.

### Ström
Ströms landskommuns vapen fastställdes av Kungl. Maj:t den 6 maj 1938, med blasoneringen: I grönt fält en av vågskuror bildad bjälke åtföljd ovan av tre bjälkvis ordnade granar, under en plog, allt av silver. Den vågskureavdelade bjälken syftar på Ströms vattudal, medan granarna och plogen syftar på skogsbruket respektive jordbruket.

Frostvikens landskommun (1958–1970) Frostvikens kommun (1971–1973)
Fjällsjö landskommun (1950–1970) Fjällsjö kommun (1971–1973)
Hammerdals landskommun (1944–1970) Hammerdals kommun (1971–1973)
Ströms landskommun (1938–1970) Ströms kommun (1971–1973)
Tåsjö landskommun (1965–1966)